# الاتحاد الدولي للسباحة
الاتحاد الدولي للسباحة (بالفرنسية: Fédération Internationale de Natation)، ويسمى الفينا (FINA) اختصاراً، هو الاتحاد الدولي التي تعترف به اللجنة الأولمبية الدولية لإدارة المسابقات الدولية في الرياضات المائية. يقع الاتحاد في لوزان بسويسرا. تشمل الرياضات المائية التي يشرف عليها الاتحاد خمس رياضات هي: السباحة والغطس والسباحة الإيقاعية وكرة الماء والسباحة في المياه المفتوحة. يرأس الاتحاد منذ عام 2009 الأوروغواياني خوليو ماجليوني.
تأسس الاتحاد في عام 1908 في لندن مع نهاية دورة الألعاب الأولمبية التي أقيمت في ذلك العام، وتشكل في البداية من اتحادات السباحة البلغارية والبريطانية والدانماركية والفنلندية والفرنسية والألمانية والمجرية والسويدية.

## الرؤساء
| رؤساء الفينا                     | رؤساء الفينا     | رؤساء الفينا                     |
| الاسم                            | البلد            | المدة                            |
| -------------------------------- | ---------------- | -------------------------------- |
| جورج هيرن                        | بريطانيا العظمى  | 1908–1924                        |
| إريك بيريفال                     | السويد           | 1924–1928                        |
| إميل-جورج دريني                  | فرنسا            | 1928–1932                        |
| فالتر بينر                       | ألمانيا          | 1932–1936                        |
| هارولد فيرن                      | بريطانيا العظمى  | 1936–1948 (*)                    |
| رينيه دي رايف                    | بلجيكا           | 1948–1952                        |
| ماريو نيجري                      | الأرجنتين        | 1952–1956                        |
| يان دي فريس                      | هولندا           | 1956–1960                        |
| ماكس ريتر                        | ألمانيا          | 1960–1964                        |
| وليام بيرج فيليبس                | أستراليا         | 1964–1968                        |
| خافيير أوستوس مورا               | المكسيك          | 1968–1972                        |
| هارولد هينينغ                    | الولايات المتحدة | 1972–1976                        |
| خافيير أوستوس مورا (ولاية ثانية) | المكسيك          | 1976–1980                        |
| أنتي لامباشا                     | يوغوسلافيا       | 1980–1984                        |
| روبرت هلميك                      | الولايات المتحدة | 1984–1988                        |
| مصطفى العرفاوي                   | الجزائر          | 1988–2009                        |
| خوليو ماجليوني                   | الأوروغواي       | 2009–2021 (أعيد إنتخابه في 2013) |
| حسين المسلم                      | الكويت           | 2021–الآن                        |

## وصلات خارجية
- الموقع الرسمي